# ИП-1 (измерительный пункт)
Измерительный пункт 1 (также ИП-1, НИП-1, 44-я отдельная испытательная станция измерительных средств, в/ч 13951) — измерительный пункт в рамках космодрома Байконур, основанный в 1956 году.

## История
Строительство ИП-1 завершилось в ноябре 1956 года. Пункт представлял из себя три отдельные площадки, которые располагались по гребню господствующей над местностью высоты Килиншек в перпендикулярную трасе полета линию.
Первой от монтажно-испытательного корпуса площадкой была подвижная фазометрическая радиоугломерная станция «Иртыш», второй — площадка радиопередающих и оптических внешнетраекторных средств, а также системы единого времени и связи. На третьей телеметрической площадке располагался двухквартирный сборно-щитовой финский домик, рядом располагалась грунтовая линейка для шести-восьми подвижных станций «Трал» (с таким же количеством вспомогательных машин сзади линейки) и для 4-6 подвижных станций РТС-5 с двумя-тремя вспомогательными машинами. В пятидесяти метрах сзади от них располагалась грунтовая линейка для бензоэлектрических агрегатов 8Н01 на двухколесных прицепах (по числу машин).
1 декабря 1956 года ИП был готов к работе. В полной готовности находилась аппаратура СЕВ «Бамбук», фазометрическая радиоугломерная станция «Иртыш», два радиодальномера «Бинокль», кинотеодолитная система КТh-41, кинотелескоп КТ-50, 8 радиотелеметрических станций измерения медленноменяющихся параметров «Трал», 6 радиотелеметрических станций быстроменяющихся параметров РТС-5.
В августе 1957 г. на территории ИП-1 был развернут НИП-1 (в/ч 13961) КИК, но после работ по ИСЗ-3 (1958 год) он был расформирован, а его функции, часть техники и персонала передали ИП-1, который в структуре КИК стал именоваться НИП-1 (Тюра-Там). ИП-1 состоял из управления части, двух команд и группы транспортных средств.
4 октября 1957 года — обеспечение запуска первого искусственного спутника Земли (Спутник-1).
5 декабря 1957 года был проведен первый самолетный облет с бортовыми устройствами измерительных средств, проверка работы станции и расчетов ИП-1.

Наблюдательный пункт ИП-1 в 1961 году (слева)

12 апреля 1961 года успешно обеспечен полет Юрия Гагарина в космос.
Аппаратурный состав ИП-1 свидетельствует о том, что он являлся центральным и многофункциональным ИПом измерительного комплекса космодрома Байконур НИИП-5.
ИП-1 — самый многочисленный в составе ПИК. К 1973 г. в его штате насчитывалось 130 офицеров.
Обеспечивал совместные полеты Союз-Аполлон, запуск Бурана и Протона.
1 сентября 2006 года — в соответствии с Приказом Министра Обороны РФ и главы Росавиакосмоса о передаче объектов космодрома Байконур в ведение предприятий Росавиакосмоса закончена передача объектов измерительного пункта гражданским специалистам.

## Руководители
- Колеганов Г. М. (1955—1962);
- Ступаков И. И. (1962—1964);
- Сергеев А. С. (1964—1976);
- Гришко И. Н. (1976—1978);
- Евстигнеев И. А. (1978—1985);
- Дмитриенко Г. Д. (1985—1989);
- Агренин И. М. (1989—1990);
- Липкан Е. П. (1990—1992);
- Антропов О. В. (1992—1995);
- Воблый В. А. (1995—1999);
- Кудряшов В. В. (1999—2007).